# Planul Valev
Planul Valev a fost un proiect de organizare economică a țărilor comuniste est-europene, propus în 1964 de economistul sovietic Emil Borisovici Valev. El prevedea specializarea respectivelor economii pe anumite ramuri de producție, României revenindu-i rolul de țară preponderent agricolă. Planul nu a fost adoptat, fiind puternic contestat de România. Demolatorul acestuia, cu argumente puternice, recunoscute inclusiv pe plan internațional, fusese economistul român Costin Murgescu.

## Doctrina specializării economice
Iuri Andropov a fost numit, în 1957, șeful aparatului de legătură și control al URSS pentru țările din blocul comunist subordonat Moscovei. În această calitate, Andropov a organizat o consfătuire a partidelor comuniste și muncitorești cu scopul de a stabili un sistem concret de conducere a blocului comunist de către URSS (octombrie 1957), apoi a emis, în 1960, doctrina „specializării economice” a statelor din blocul comunist. La cerința expresă a lui Hrușciov, care nu dorea ca Uniunea Sovietică să fie implicată în mod direct, problema specializării a fost ridicată oficial de către delegația poloneză în timpul Conferinței statelor membre CAER, desfășurată la Moscova (6-7 iunie 1962). Tot atunci a fost adoptat documentul intitulat „Principiile fundamentale ale diviziunii internaționale a muncii”, elaborat de economistul sovietic E.B. Valev.
Prin „specializarea între țări în domeniul agriculturii”, URSS viza organizarea unui nou tip de repartiție între țările blocului comunist a producției agricole, dar nu numai, pentru că specializarea agricolă urmărea în plan secundar și specializarea industrială. RDG și Cehoslovacia trebuiau să acopere, împreună cu URSS, nevoile industriale ale celorlalte state, specializându-se în agricultură doar pe produse animaliere, în timp ce țări ca România, Bulgaria sau Ungaria deveneau mari producătoare de cereale, furaje și, secundar, de produse industriale specifice.

## Planul Valev
Pentru a pune în aplicare proiectul unei integrări economice transfrontaliere, între diferite regiuni ale lagărului comunist european, economistul E. B. Valev
 publică, în nr. 2/1964 din Analele Universității din Moscova, articolul „Probleme ale dezvoltării economice a raioanelor dunărene din România, Bulgaria și URSS”. Planul a fost apoi publicat și în presa comunistă est-europeană.
În privința României, se preconiza alcătuirea unui „complex economic interstatal” în zona Dunării de Jos, care ar fi înglobat sudul URSS (Basarabia și sudul Ucrainei cu o suprafață de 12.000 km2), sud-estul României (100.000 km2) și nordul Bulgariei (38.000 km2), și cu o populație de 12 milioane de locuitori. „Analiza situației actuale – spunea Valev – și a perspectivelor dezvoltării economiei raioanelor dunărene ale României, Bulgariei și Uniunii Sovietice demonstrează existența premiselor obiective pentru formarea în viitor a complexului de producție interstatal al Dunării de Jos specializat în cadrul comunității țărilor socialiste în petro-gazo-chimie și în unele ramuri ale construcției de mașini... în agricultura irigată intensiv profilată pe cereale, legume, viticultură și în ramuri ale industriei alimentare...”.
Bulgaria a acceptat planul Valev, dar în cazul românilor reacția a fost violentă, comuniștii români apreciind că propunerea Moscovei înseamnă practic o dezmembrare a teritoriului național. România a respins planul, prevalându-se de prevederea potrivit căreia hotarârile CAER puteau fi luate numai prin unanimitate. Politica de industrializare a României a fost susținută cu vehemență de către delegația sa la CAER, îndeosebi de Alexandru Bârlădeanu, delegat permanent. Economistul Costin Murgescu publică în revista Viața economică un articol prin care respinge planul, iar la plenara C.C al P.M.R. din 15-22 aprilie 1964 s-a adoptat „Declarația cu privire la poziția Partidului Muncitoresc Român în problemele mișcării comuniste și muncitorești internaționale”, care însemna o reorientare publică a guvernanților de la București în raport cu Moscova. Documentul exprima poziția României în conflictul chino-sovietic și formula principiile care trebuiau să stea la baza raporturilor dintre partidele comuniste: egalitatea în drepturi, neamestecul în treburile interne, dreptul exclusiv al fiecărui partid de a-și rezolva problemele politice și organizatorice. În consecință, Declarația sublinia că nu există și nu poate exista un „partid părinte și cu un partid fiu, partide superioare și partide subordonate”.
Costin Murgescu, cel desemnat să răspundă articolului lui Valev, va enunța peste timp opinia că: „Mă văd silit însă, ca economist, nu ca patriot, să recunosc că Valev formulase o teză care se putea susține pe plan economic. Și, de altfel, îmi pare mai actuală ca oricând”.